# Paramycodrosophila
Paramycodrosophila is een vliegengeslacht uit de familie van de Fruitvliegen (Drosophilidae).

## Soorten
- P. anomala Wheeler, 1954
- P. centralis Wheeler, 1954